# Южна вълна (телевизионен канал)
Южна вълна (на руски: Южная волна) е регионален телевизионен канал за Одеска област. Седалището му е разположено в гр. Одеса, ул „Балковска“ № 84.

## Програма
Програмата на телевизионния канал обхваща всички сфери на живота и дейността в града, региона и страната, като: новини за държавата, региона, местните власти; събития в областта на образованието и здравеопазването; културни мероприятия и младежки дейности. Отделя се голямо внимание на теми свързани с живота на основните етнически групи в град Одеса и Одеска област. Програмата включва авторски програми, интервюта на живо, исторически, културни, научно–популярни и развлекателни програми, художествени, документални и анимационни филми.

## Телевизионни предавания
Телевизионни предавания, свързани с живота на основни етнически групи в Одеска област, предавани на техните родни езици:
- „Украинска вълна“ – предаване свързано с живота на украинците.
- „Българска вълна“ – предаване свързано с живота на българите.
- „Гагаузка вълна“ – предаване свързано с живота на гагаузите.
- „Молдовска вълна“ – предаване свързано с живота на молдовците.